# Spinoberea cephalotes
Spinoberea cephalotes là một loài bọ cánh cứng trong họ Cerambycidae.